# Pro Livorno 1989-1990
Questa voce raccoglie le informazioni riguardanti la Pro Livorno nelle competizioni ufficiali della stagione 1989-1990.

## Stagione
Nella stagione 1989-1990 il Livorno retrocesso in Serie C2 ha dovuto lottare per non retrocedere anche nell'Interregionale, ha disputato il girone A della Serie C2, raccogliendo 31 punti in coabitazione con altre quattro squadre, piazzandosi in decima posizione, ma con un solo punto in più del Novara, retrocesso con la Rondinella Firenze ed il Cuoio Pelli di Santa Croce sull'Arno. Ad affiancare il presidente Paolo Salemmo nella costruzione del Livorno per questa stagione, è stato chiamato Italo Allodi un grande dirigente, anche se il suo contributo è durato solo pochi mesi. La salvezza è stata raggiunta con la vittoria (1-0) sulla Rondinella Firenze grazie ad un gran goal di Dario Palagi, nell'ultima giornata di campionato il 3 giugno 1990. Tre allenatori si sono alternati sulla panchina degli amaranto in questa stagione, con poche vittorie ottenute, pochi meriti e anche scarsa fortuna. Dopo mesi difficili dal punto di vista finanziario, con un nuovo fallimento da dover gestire all'orizzonte, ad aprile finalmente arriva la svolta decisiva, un nuovo imprenditore si è fatto avanti con nuove idee e soldi freschi, Carlo Mantovani, proprietario della Merziario Trasporti, il Livorno ha cambiato così di nuovo la ragione sociale diventando Unione Calcio Livorno. Al termine della stagione, le nuvole nere, sembravano essersi diradate, ma era solo una illusione.

## Rosa
| N. |                   | Ruolo | Calciatore             |
| -- | ----------------- | ----- | ---------------------- |
|    | Italia (bandiera) | C     | Massimiliano Allegri   |
|    | Italia (bandiera) | P     | Alessandro Baldini     |
|    | Italia (bandiera) | C     | Roberto Barozzi        |
|    | Italia (bandiera) | D     | Valerio Barsotti       |
|    | Italia (bandiera) | D     | Corrado Benedetti      |
|    | Italia (bandiera) | C     | Andrea Chiarentini     |
|    | Italia (bandiera) | C     | Antonio Criscimanni    |
|    | Italia (bandiera) | D     | Davide Ferrari         |
|    | Italia (bandiera) | D     | Mirco Fratta           |
|    | Italia (bandiera) | D     | Massimo Garfagnini     |
|    | Italia (bandiera) | A     | Massimiliano Menegatti |

| N. |                   | Ruolo | Calciatore          |
| -- | ----------------- | ----- | ------------------- |
|    | Italia (bandiera) | C     | Paolo Moschetti     |
|    | Italia (bandiera) | C     | Corrado Ottanelli   |
|    | Italia (bandiera) | C     | Mirco Paggini       |
|    | Italia (bandiera) | A     | Dario Palagi        |
|    | Italia (bandiera) | P     | Franco Paleari      |
|    | Italia (bandiera) | D     | Nicola Peragine     |
|    | Italia (bandiera) | C     | Alessandro Rossi    |
|    | Italia (bandiera) | C     | Emanuele Sanguineti |
|    | Italia (bandiera) | A     | Leonardo Surro      |
|    | Italia (bandiera) | C     | Vittorio Zerpelloni |

## Risultati

### Serie C2

#### Girone di andata
| Arbitro: | Introvigne (Conegliano) |

|             |           |  |
| Ciucchi 38’ | Marcatori |  |

| Livorno 24 settembre 1989 2ª giornata | Pro Livorno     | 0 – 0 | La Palma | Stadio Ardenza\| Arbitro: \| Ambrosio (Como) \| |
| Arbitro:                              | Ambrosio (Como) |       |          |                                                 |

| Arbitro: | Bolognino (Milano) |

|                                           |           |  |
| Palagi 71’ Chiarentini 87’ Garfagnini 90’ | Marcatori |  |

| Novara 8 ottobre 1989 4ª giornata | Novara              | 0 – 0 | Pro Livorno | Stadio Comunale\| Arbitro: \| Borsetti (Cagliari) \| |
| Arbitro:                          | Borsetti (Cagliari) |       |             |                                                      |

| Arbitro: | Pellegrino (Messina) |

|                            |           |  |
| Menegatti 7’ Ottanelli 41’ | Marcatori |  |

| Arbitro: | Curotti (Piacenza) |

|                |           |  |
| A. Bertini 31’ | Marcatori |  |

| Arbitro: | Conocchiari (Macerata) |

|            |           |             |
| Palagi 41’ | Marcatori | 13’ Murgita |

| Arbitro: | Daneluzzi (Latisana) |

|           |           |               |
| Benzi 18’ | Marcatori | 29’ Moschetti |

| Arbitro: | Di Renzo (Roma) |

|                  |           |  |
| Allegri 38’, 85’ | Marcatori |  |

| Tempio Pausania 19 novembre 1989 10ª giornata | Tempio               | 0 – 0 | Pro Livorno | Stadio Nino Manconi\| Arbitro: \| Del Giudice (Napoli) \| |
| Arbitro:                                      | Del Giudice (Napoli) |       |             |                                                           |

| Livorno 26 novembre 1989 11ª giornata | Pro Livorno              | 0 – 0 | Oltrepò | Stadio Ardenza\| Arbitro: \| Moro (San Donà di Piave) \| |
| Arbitro:                              | Moro (San Donà di Piave) |       |         |                                                          |

| Arbitro: | Scardia (Lecce) |

|                 |           |  |
| M. Parlanti 58’ | Marcatori |  |

| Arbitro: | Lanza (Nichelino) |

|                           |           |  |
| Barozzi 36’ Menegatti 85’ | Marcatori |  |

| Arbitro: | Babini (Modena) |

|                 |           |             |
| Del Francia 17’ | Marcatori | 29’ Allegri |

| Arbitro: | Scarfò (Reggio Calabria) |

|                                            |           |                 |
| De Falco 34’ Mucciarelli 69’ U. Marino 85’ | Marcatori | 49’ Chiarentini |

| Arbitro: | Baglieri (Tivoli) |

|                              |           |  |
| Menegatti 18’ Zerpelloni 54’ | Marcatori |  |

| Arbitro: | Saia (Palermo) |

|                                                   |           |  |
| Aglietti 12’ (rig.) M. Rossi 42’ Lamia Caputo 76’ | Marcatori |  |

#### Girone di ritorno
| Arbitro: | Florio (Vasto) |

|                                 |           |  |
| Scalabrelli 1’ (aut.) Surro 82’ | Marcatori |  |

| Cagliari 4 febbraio 1990 19ª giornata | La Palma           | 0 – 0 | Pro Livorno | Stadio Sant'Elia\| Arbitro: \| Mantovani (Genova) \| |
| Arbitro:                              | Mantovani (Genova) |       |             |                                                      |

| Arbitro: | Stefanelli (Bologna) |

|                   |           |             |
| F. Fermanelli 61’ | Marcatori | 64’ Allegri |

| Livorno 18 febbraio 1990 21ª giornata | Pro Livorno     | 0 – 0 | Novara | Stadio Ardenza\| Arbitro: \| Di Renzo (Roma) \| |
| Arbitro:                              | Di Renzo (Roma) |       |        |                                                 |

| Arbitro: | Montalcini (Crotone) |

|                          |           |  |
| Sardi 85’ Martinelli 70’ | Marcatori |  |

| Livorno 11 marzo 1990 23ª giornata | Pro Livorno        | 0 – 0 | Massese | Stadio Ardenza\| Arbitro: \| Bolognino (Milano) \| |
| Arbitro:                           | Bolognino (Milano) |       |         |                                                    |

| Arbitro: | Marchese (Napoli) |

|               |           |  |
| Romairone 80’ | Marcatori |  |

| Arbitro: | Freddi (Sassari) |

|           |           |           |
| Surro 54’ | Marcatori | 2’ Caridi |

| Arbitro: | Borsetti (Cagliari) |

|                             |           |                    |
| Torcigliani 15’ Saritzu 30’ | Marcatori | 12’ (rig.) Allegri |

| Arbitro: | Mangerini (Brescia) |

|                    |           |                |
| Allegri 42’ (rig.) | Marcatori | 30’ A. Gambino |

| Arbitro: | Cavicchi (Finale Emilia) |

|                             |           |  |
| Alloni 41’ R. Fortunato 90’ | Marcatori |  |

| Arbitro: | Aricò (Milano) |

|              |           |                |
| Peragine 79’ | Marcatori | 43’ De Angelis |

| Arbitro: | Morgillo (Potenza) |

|                         |           |  |
| Bertocchi 47’ Fusci 89’ | Marcatori |  |

| Arbitro: | Borriello (Mantova) |

|             |           |  |
| Allegri 29’ | Marcatori |  |

| Arbitro: | Colbertaldo (Bassano del Grappa) |

|                            |           |                          |
| Allegri 9’ Chiarentini 11’ | Marcatori | 2’ Pisasale 92’ Arrigoni |

| Arbitro: | Contente (Salerno) |

|                         |           |                  |
| Civeriati 32’ Dozio 59’ | Marcatori | 79’ C. Benedetti |

| Arbitro: | Bettin (Padova) |

|            |           |  |
| Palagi 17’ | Marcatori |  |

### Coppa Italia Serie C

#### Fase eliminatoria a gironi
| Arbitro: | Pacifici (Roma) |

|               |           |  |
| Menegatti 58’ | Marcatori |  |

| 23 agosto 1989 2ª giornata |  | – Turno riposo Pro Livorno |  |  |

| Arbitro: | Braschi (Prato) |

|                    |           |  |
| Cardinali 34’, 67’ | Marcatori |  |

| Arbitro: | Mughetti (Cesena) |

|  |           |                                 |
|  | Marcatori | 60’ Bertocchi 90’ (rig.) Pecchi |

| Arbitro: | Dinelli (Lucca) |

|              |           |  |
| Guidotti 44’ | Marcatori |  |

| Arbitro: | Lelli (Grosseto) |

|               |           |                    |
| Menegatti 66’ | Marcatori | 25’ (rig.) Carboni |

| Arbitro: | Rossignoli (Firenze) |

|               |           |  |
| Tovalieri 38’ | Marcatori |  |